# Irene Fornaciari (album)
Irene Fornaciari è la prima raccolta della cantante pop rock italiana Irene Fornaciari, pubblicato il 19 febbraio 2010 dall'etichetta discografica Polydor.

## Il disco
L'album si apre con il brano Il mondo piange , presentato dalla Fornaciari, insieme ai Nomadi, al Festival di Sanremo 2010, nella categoria "Big" ,riuscendo ad arrivare in finale e a consacrare la popolarità della cantante, grazie al successo del brano.
Il secondo singolo estratto dall'album è Messin' with My Head, in rotazione radiofonica dal 30 aprile 2010, e presentato dalla cantante ai Wind Music Awards.
Il disco contiene, inoltre, alcuni brani dei precedente dischi Vintage Baby e Vertigini in fiore tra cui Mastichi aria, Un sole dentro e Spiove il sole, brano presentato al Festival di Sanremo 2009 nella categoria "Nuove proposte". Il disco si chiude con il brano Il mondo piange, cantato solo dalla Fornaciari.

## Promozione
La promozione dell'album inizia al Festival di Sanremo 2010 con il singolo di lancio dell'album: Il mondo piange. In seguito viene estratto un secondo singolo Messin' with My Head. Inoltre la cantante promuove l'album con un tour estivo che inizia da Folgaria il 22 maggio, e termina, dopo circa 60 tappe, a Busiago il 19 settembre.

## Tracce
CD (Polydor 0602527328805 (UMG) / EAN 0602527328805)
1. Il mondo piange (feat. Nomadi) (Irene Fornaciari, Zucchero e Damiano Dattoli) - 3:48
2. Messin' with My Head (Irene Fornaciari, Zucchero e Luca Chiaravalli) - 2:55
3. Spiove il sole (Irene Fornaciari, Zucchero Fornaciari, Carlo Ori e Massimo Marcolini) - 3:50
4. Ora che non vivo (Zucchero Fornaciari, Irene Fornaciari, Massimo Marcolini e Luca Chiaravalli) - 3:45
5. No More amor (Irene Fornaciari, Zucchero e Massimo Marcolini) - 3:08
6. Un sole dentro (Irene Fornaciari, Zucchero e Andrea Amati) - 3:33
7. Una carezza (Irene Fornaciari, Zucchero e Daniele Ronda) - 4:12
8. Mastichi aria (Irene Fornaciari, Zucchero e Antonio Galbiati) - 4:17
9. Dolce luna (Irene Fornaciari, Zucchero e Massimo Greco) - 3:55
10. Con la primavera nelle mani (Irene Fornaciari, Zucchero e Andrea Amati) - 3:25
11. Il diavolo è illuso (Irene Fornaciari, Zucchero Saverio Grandi) - 3:28
12. Il mondo piange - 3:49 (Bonus Track)

## Formazione
- Irene Fornaciari - voce
- Zucchero Fornaciari - percussioni
- Paolo Costa - basso
- Lorenzo Poli - basso
- Max Marcolini - basso, batteria, chitarra, percussioni, pianoforte, organo Hammond B3
- Davide Tagliapietra - basso, chitarra a 12 corde, chitarra acustica, chitarra elettrica
- Elio Rivagli - batteria, percussioni
- Giorgio Cocilovo - chitarra
- Stavros Ioannou - chitarra
- Umberto Iervolino - pianoforte, organo Hammond B3
- Vincenzo Messina - pianoforte, organo Hammond B3
- Christian "Noochie" Rigano - pianoforte, Fender Rhodes, synth
- Mustafa Gündoğdu - tastiera
- York Van Hal - tromba
- Christoph Van Hal - tromba
- Stefano Marcolini - fiati
- Antonio Traverso - fiati
- Archimia Quartet (diretta da Stefano Zacchi) - archi

### Ospiti
- I Nomadi:
  - Danilo Sacco - voce, chitarra
  - Beppe Carletti - tastiere
  - Cico Falzone - chitarre
  - Daniele Campani - batteria
  - Massimo Vecchi - basso, voce
  - Sergio Reggioli - violino

## Classifica FIMI
| Posizione | 49 | 24 | 37 | 41 | 40 | 62 | 43 | 64 | 78 | 65 |